# Carlo Capra (musicista)

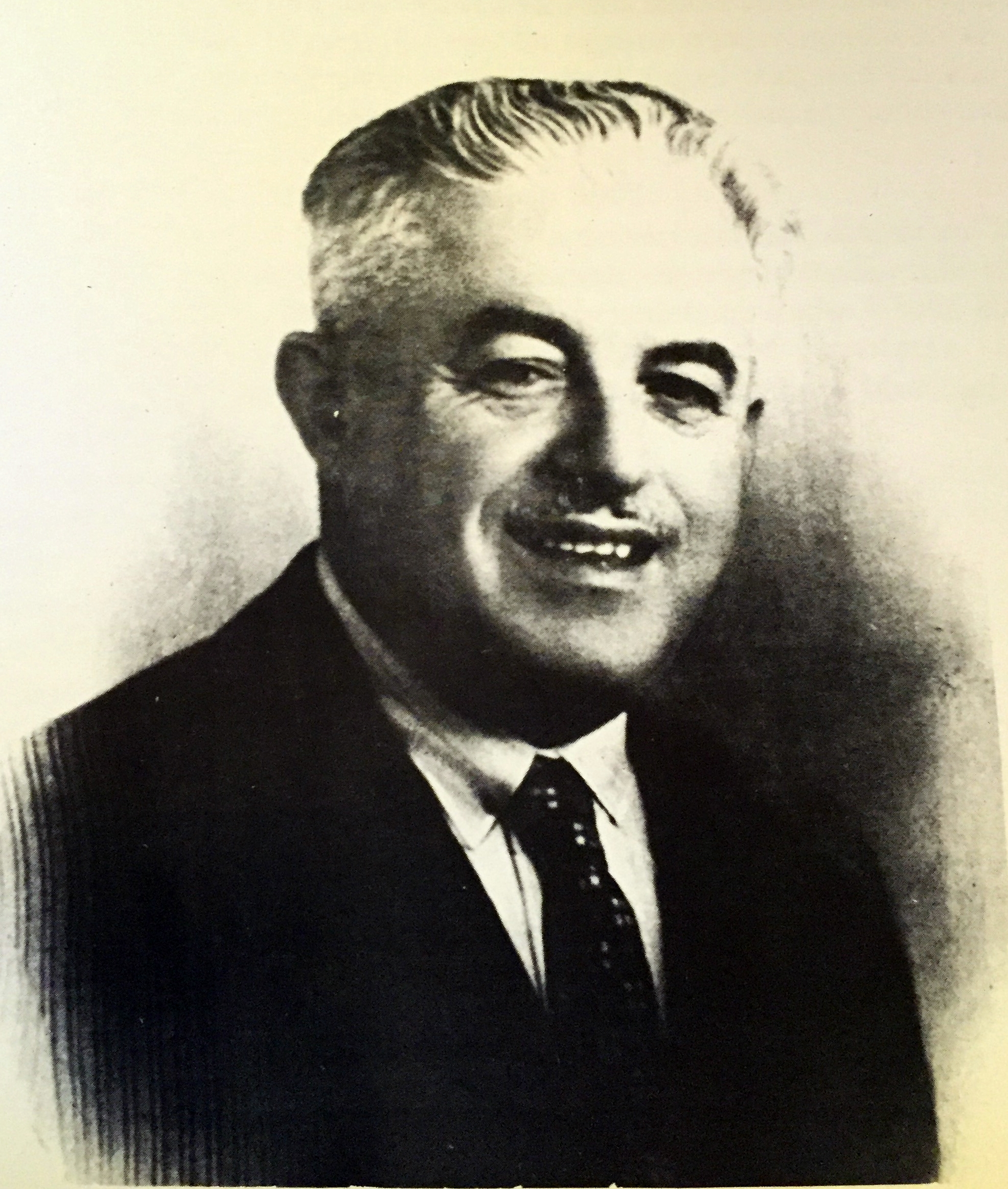
Carlo Capra

Carlo Capra (Chiari, 17 febbraio 1901 – Brescia, 19 ottobre 1965) è stato un pianista e compositore italiano.

## Biografia
Sin dall'età di cinque anni frequenta la scuola di canto parrocchiale del suo città natia, allora diretta da Pietro Orizio, che era anche Maestro di cappella del Duomo di Chiari. Sospende le lezioni durante la prima guerra mondiale, per riprendere in seguito lo studio musicale, sotto la guida di padre Giulio Jannein, presso il convento di San Bernardino in Chiari, che allora ospitava un gruppo di benedettini provenienti dalla scuola gregoriana di Solesmes. Qui inizia la sua ascesa sicura nello studio del pianoforte e del canto gregoriano.
Successivamente passa sotto la guida di Paolo Chimeri (primo insegnante di pianoforte di Arturo Benedetti Michelangeli al Conservatorio Luca Marenzio di Brescia) e dopo un anno di lezioni, viene accettato all'Istituto Musicale Girolamo Frescobaldi di Milano, dove prepara il diploma di pianoforte, che ottiene nel giugno del 1926, sostenendo l'esame al Conservatorio Arrigo Boito di Parma.
Dopo il conseguimento del titolo strumentale, si iscrive al biennio speciale di canto corale del Conservatorio Giuseppe Verdi di Milano - avendo peraltro fra i suoi insegnanti Ettore Pozzoli, Paolo Delachi e Carlo Pedron - diplomandosi nel 1929.
Terminati gli studi inizia a lavorare come insegnante di canto e di musica presso una scuola di avviamento professionale a Milano, poi a Brescia e in seguito a Chiari, ricoprendo questo ruolo complessivamente fra il 1929 e il 1945. Ottenuta a Roma nel 1937 l'abilitazione per insegnare nelle scuole medie, è docente in queste ultime a Chiari e a Brescia dal 1947 al 1962. Per un anno, dal 1939 al 1940, insegna pure all'Istituto Magistrale " Veronica Gambara" di Brescia. Carlo Capra nel 1928 assunse l'incarico di organista presso la Basilica Faustiniana di Chiari e,l'anno successivo, il prevosto della cittadina mons. Mario Toccabelli gli affidò il compito di riordinare la Schola Cantorum. Iniziarono così trent'anni di intensa e proficua attività, durante i quali la Schola si resse sulla grande professionalità di Carlo Capra e la generosa partecipazione di oltre cento coristi, tra uomini e ragazzi. Il maestro tenne regolarmente lezioni settimanali di teoria musicale e di canto per formare i nuovi elementi e per preparare quanto era richiesto dalle azioni liturgiche.

## Composizioni principali
Carlo Capra compose numerosi brani, alcuni dei quali si possono trovare in versione stampata, per banda, coro, pianoforte, organo e altre compagini.
Fra le sue composizioni possiamo ricordare, fra le musiche profane, una farsa lirica in due atti dal titolo l'Oca, l'operetta Tomnj il Pagliaccio e l'operetta Bertoldo alla Corte di Verona, mentre per la musica sacra, diversi mottetti e canti popolari destinati alla liturgia, tutt'oggi eseguiti. Fra questi ultimi l'inno eucaristico O Cristo dei Secoli, eseguito durante la visita di Giovanni Paolo II a Brescia nel 1982.